# Ken Naganuma
Ken Naganuma (Hiroshima, 5. rujna 1930. – 2. lipnja 2008.) japanski je nogometaš.

## Klupska karijera
Igrao je za Furukawa Electric.

## Reprezentativna karijera
Za japansku reprezentaciju igrao je od 1954. do 1961. godine. Odigrao je 4 utakmice postigavši 1 pogodak.
S japanskom reprezentacijom Ken Naganuma je igrao na Olimpijskim igrama 1956.

## Statistika
| Japan  | Japan | Japan |
| Godina | Nast. | Gol.  |
| ------ | ----- | ----- |
| 1954.  | 2     | 1     |
| 1955.  | 0     | 0     |
| 1956.  | 0     | 0     |
| 1957.  | 0     | 0     |
| 1958.  | 1     | 0     |
| 1959.  | 0     | 0     |
| 1960.  | 0     | 0     |
| 1961.  | 1     | 0     |
| Ukupno | 4     | 1     |

## Vanjske poveznice
- National Football Teams
- Japan National Football Team Database